# Cahermore Turlough SAC
Cahermore Turlough SAC este o arie protejată (arie specială de conservare — SAC, sit de importanță comunitară — SCI) din Irlanda întinsă pe o suprafață de 64,07 ha, integral pe uscat.

## Localizare
Centrul sitului Cahermore Turlough SAC este situat la coordonatele 53°07′06″N 8°52′25″W / 53.118229°N 8.873615°V.

## Înființare
Situl Cahermore Turlough SAC a fost declarat sit de importanță comunitară în februarie 2003 pentru a proteja 9 specii de animale. Situl a fost protejat și ca arie specială de conservare în mai 2016.

## Biodiversitate
Situată în ecoregiunea atlantică, aria protejată conține 1 habitat natural: Turlough.
La baza desemnării sitului se află mai multe specii protejate de  păsări (9): rață pitică (Anas crecca), rață fluierătoare (Anas penelope), rață-cu-cap-castaniu (Aythya ferina), fugaci de țărm (Calidris alpina), Cygnus columbianus bewickii, lebădă de iarnă (Cygnus cygnus), culic mare (Numenius arquata), ploier auriu (Pluvialis apricaria), nagâț (Vanellus vanellus).